# Wereldbeker schaatsen 1993/1994
De wereldbeker schaatsen 1993/1994 was een internationale schaatscompetitie verspreid over het schaatsseizoen 1993–1994. Het was de derde editie van de World Cup die bestaat uit een aantal schaatswedstrijden op verschillende afstanden die gedurende de winterperiode worden gehouden op verschillende schaatsbanen. Per worldcupwedstrijd kan een schaatser punten verdienen en aan het eind van de cyclus is de winnaar die schaatser die in het eindklassement bovenaan staat.

## Kalender
| Plaats                     | Datum               | 500m     | 1000m | 1500m | 3km/5km | 5km/10km |
| -------------------------- | ------------------- | -------- | ----- | ----- | ------- | -------- |
| Berlijn (Hohenschönhausen) | 26–28 november 1993 | 1x* 2x** | 1x    | 1x    | 1x      |          |
| Hamar                      | 4–6 december 1993   | 1x* 2x** | 1x    | 1x    | 1x      | 1x       |
| Davos                      | 14–16 januari 1994  | 1x* 2x** | 1x    | 1x    | 1x      |          |
| Milwaukee                  | 21–22 januari 1994  | 2x       | 2x    |       |         |          |
| Innsbruck                  | 22–23 januari 1994  |          |       | 1x    | 1x      |          |
| Inzell                     | 12–13 maart 1994*   | 2x       | 1x    | 1x    | 1x      |          |
| Heerenveen                 | 19–20 maart 1994    | 2x       | 1x    | 1x    | 1x      | 1x       |

* Alleen voor vrouwen
** Alleen voor mannen

## Eindklassementen mannen

### 500 meter
Eindstand na tien wedstrijden.
| Positie | Schaatser          | Punten |
| ------- | ------------------ | ------ |
| Goud    | Dan Jansen         | 186    |
| Zilver  | Manabu Horii       | 168    |
| Brons   | Sergej Klevtsjenja | 149    |
| 4       | Aleksandr Goloebev | 143    |
| 5       | Yasunori Miyabe    | 140    |
| 6       | Roger Strøm        | 125    |
| 7       | Kim Yoon-man       | 95     |
| 8       | Gerard van Velde   | 76     |
| 9       | Sylvain Bouchard   | 75     |
| 10      | Grunde Njøs        | 73     |

### 1000 meter
Eindstand na zes wedstrijden.
| Positie | Schaatser          | Punten |
| ------- | ------------------ | ------ |
| Goud    | Dan Jansen         | 122    |
| Zilver  | Sergej Klevtsjenja | 82     |
| Brons   | Igor Zjelezovski   | 80     |
| 4       | Peter Adeberg      | 75     |
| 5       | Sylvain Bouchard   | 73     |
| 6       | Manabu Horii       | 65     |
| 7       | Kevin Scott        | 63     |
| 8       | Yukinori Miyabe    | 60     |
| 9       | Roland Brunner     | 59     |
| 10      | Patrick Kelly      | 55     |

### 1500 meter
Eindstand na vijf wedstrijden.
| Positie | Schaatser        | Punten |
| ------- | ---------------- | ------ |
| Goud    | Falko Zandstra   | 105    |
| Zilver  | Ådne Søndrål     | 101    |
| Brons   | Rintje Ritsma    | 96     |
| 4       | Jeroen Straathof | 92     |
| 5       | Arjan Schreuder  | 87     |
| 6       | Peter Adeberg    | 57     |
| 7       | Johann Olav Koss | 52     |
| 7       | Olaf Zinke       | 52     |
| 9       | Yurij Sjoelga    | 43     |
| 10      | Paweł Jaroszek   | 36     |

### 5000 & 10.000 meter
Eindstand na zeven wedstrijden (vijf keer 5 km en twee keer 10 km).
| Positie | Schaatser         | Punten |
| ------- | ----------------- | ------ |
| Goud    | Johann Olav Koss  | 135    |
| Zilver  | Rintje Ritsma     | 128    |
| Brons   | Kjell Storelid    | 114    |
| 4       | Bart Veldkamp     | 113    |
| 5       | Jaromir Radke     | 106    |
| 6       | Falko Zandstra    | 102    |
| 7       | Frank Dittrich    | 82     |
| 8       | Atle Vårvik       | 70     |
| 9       | Jevgeni Sanarov   | 59     |
| 10      | Toshihiko Itokawa | 44     |
| 10      | Kazuhiro Sato     | 44     |

## Eindklassementen vrouwen

### 500 meter
Eindstand na negen wedstrijden
| Positie | Schaatsster          | Punten |
| ------- | -------------------- | ------ |
| Goud    | Bonnie Blair         | 172    |
| Zilver  | Yoo Sun-hee          | 140    |
| Brons   | Monique Garbrecht    | 133    |
| 4       | Franziska Schenk     | 129    |
| 5       | Susan Auch           | 111    |
| 6       | Anke Baier           | 99     |
| 6       | Angela Hauck-Stahnke | 99     |
| 8       | Edel Therese Høiseth | 88     |
| 9       | Catriona LeMay-Doan  | 85     |
| 9       | Oksana Ravilova      | 85     |

### 1000 meter
Eindstand na zeven wedstrijden.
| Positie | Schaatsster          | Punten |
| ------- | -------------------- | ------ |
| Goud    | Bonnie Blair         | 125    |
| Zilver  | Monique Garbrecht    | 98     |
| Brons   | Angela Hauck-Stahnke | 96     |
| 4       | Yoo Sun-hee          | 92     |
| 5       | Shiho Kusunose       | 90     |
| 6       | Oksana Ravilova      | 74     |
| 6       | Franziska Schenk     | 74     |
| 8       | Seiko Hashimoto      | 73     |
| 9       | Anke Baier           | 70     |
| 10      | Edel Therese Høiseth | 63     |

### 1500 meter
Eindstand na zes wedstrijden.
| Positie | Schaatsster          | Punten |
| ------- | -------------------- | ------ |
| Goud    | Emese Hunyady        | 119    |
| Zilver  | Gunda Niemann        | 117    |
| Brons   | Svetlana Bazjanova   | 96     |
| 4       | Annamarie Thomas     | 75     |
| 5       | Bonnie Blair         | 68     |
| 6       | Svetlana Fedotkina   | 65     |
| 7       | Ljoedmila Prokasjeva | 64     |
| 8       | Mihaela Dascălu      | 61     |
| 9       | Anke Baier           | 50     |
| 10      | Hiromi Yamamoto      | 43     |

### 3000 & 5000 meter
Eindstand na acht wedstrijden (zes keer 3 km en twee keer 5 km).
| Positie | Schaatsster              | Punten |
| ------- | ------------------------ | ------ |
| Goud    | Gunda Niemann            | 150    |
| Zilver  | Svetlana Bazjanova       | 118    |
| Brons   | Carla Zijlstra           | 117    |
| 4       | Ljoedmila Prokasjeva     | 108    |
| 5       | Elena Belci-Dal Farra    | 105    |
| 6       | Anni Friesinger          | 85     |
| 7       | Annamarie Thomas         | 84     |
| 8       | Emese Hunyady            | 78     |
| 9       | Heike Warnicke-Schalling | 64     |
| 10      | Hiromi Yamamoto          | 51     |

1985/1986 · 
1986/1987 · 
1987/1988 · 
1988/1989 · 
1989/1990 · 
1990/1991 · 
1991/1992 · 
1992/1993 · 
1993/1994 · 
1994/1995 · 
1995/1996 · 
1996/1997 · 
1997/1998 · 
1998/1999 · 
1999/2000 · 
2000/2001 · 
2001/2002 · 
2002/2003 · 
2003/2004 · 
2004/2005 · 
2005/2006 · 
2006/2007 · 
2007/2008 · 
2008/2009 · 
2009/2010 · 
2010/2011 · 
2011/2012 · 
2012/2013 · 
2013/2014 · 
2014/2015 ·
2015/2016 ·
2016/2017 ·
2017/2018 ·
2018/2019 ·
2019/2020 ·
2020/2021 ·
2021/2022 ·
2022/2023 ·
2023/2024 ·
2024/2025